# Svenljunga landsfiskalsdistrikt
Svenljunga landsfiskalsdistrikt var 1918–1964 ett landsfiskalsdistrikt i Älvsborgs län, bildat när Sveriges indelning i landsfiskalsdistrikt trädde i kraft den 1 januari 1918, enligt beslut den 7 september 1917. Den 1 januari 1965 avskaffades i Sverige samtliga landsfiskaler och landsfiskalsdistrikt, och deras arbetsuppgifter delades upp på de nyskapade indelningarna polisdistrikt, åklagardistrikt och kronofogdedistrikt.
Landsfiskalsdistriktet låg under länsstyrelsen i Älvsborgs län.

## Ingående områden
När Sveriges nya indelning i landsfiskalsdistrikt trädde i kraft den 1 oktober 1941 (enligt kungörelsen den 28 juni 1941) tillfördes kommunerna Håcksvik, Kalv, Mårdaklev och Östra Frölunda från Tranemo landsfiskalsdistrikt. Den 1 januari 1946 ombildades Svenljunga landskommun till Svenljunga köping. När Sveriges nya indelning i landsfiskalsdistrikt trädde i kraft den 1 januari 1952 (enligt kungörelsen 1 juni 1951) ändrades distriktets indelning genom kommunreformen 1952 men omfattningen ändrades inte.

### Från 1918
Kinds härad:
- Hillareds landskommun
- Holsljunga landskommun
- Mjöbäcks landskommun
- Ljushults landskommun
- Redslareds landskommun
- Revesjö landskommun
- Roasjö landskommun
- Sexdrega landskommun
- Svenljunga landskommun
- Ullasjö landskommun
- Älvsereds landskommun
- Örsås landskommun

### Från 1 oktober 1941
Kinds härad:
- Hillareds landskommun
- Holsljunga landskommun
- Håcksviks landskommun
- Mjöbäcks landskommun
- Kalvs landskommun
- Ljushults landskommun
- Mårdaklevs landskommun
- Redslareds landskommun
- Revesjö landskommun
- Roasjö landskommun
- Sexdrega landskommun
- Svenljunga landskommun
- Ullasjö landskommun
- Älvsereds landskommun
- Örsås landskommun
- Östra Frölunda landskommun

### Från 1946
Kinds härad:
- Hillareds landskommun
- Holsljunga landskommun
- Håcksviks landskommun
- Mjöbäcks landskommun
- Kalvs landskommun
- Ljushults landskommun
- Mårdaklevs landskommun
- Redslareds landskommun
- Revesjö landskommun
- Roasjö landskommun
- Sexdrega landskommun
- Svenljunga köping
- Ullasjö landskommun
- Älvsereds landskommun
- Örsås landskommun
- Östra Frölunda landskommun

### Från 1 januari 1952
- Axelfors landskommun
- Högvads landskommun
- Kindaholms landskommun
- Lysjö landskommun
- Svenljunga köping